# Furanosi
I furanosi sono una classe di composti chimici a cui appartengono quei glucidi la cui struttura chimica è caratterizzata da un anello penta-atomico (cioè costituito da cinque atomi), costituito da quattro atomi di carbonio e da uno di ossigeno.
L'etimologia del termine è originata dalla similarità di questa struttura con quella del furano (in particolare per quanto riguarda l'ossigeno eterociclico), anche se al contrario di quest'ultimo l'anello furanosico non contiene doppi legami. Un furanosio in cui l'ossidrile anomerico nel C-1 sia stato convertito in un gruppo OR viene detto furanoside (cioè un glicoside con un anello furanosico).